# Alexandre Abreu
Alexandre Corrêa Abreu (Aimorés, 29 de novembro de 1965) é um executivo brasileiro, atual Diretor do BNDES, foi presidente do Banco Original (2019-2022) e  do Banco do Brasil de 6 de fevereiro de 2015 a 31 de maio de 2016.

## Educação
Graduado em Administração de empresas com MBA em Marketing na Pontifícia Universidade Católica do Rio de Janeiro (PUC-RJ) e de Formação Geral para Altos Executivos, pela Universidade de São Paulo (USP).

## História
Em 1986, aos 21 anos, iniciou sua trajetória profissional no Banco do Brasil em Monte Azul (MG), passando depois pelas agências de Cariacica (ES), Lins (SP) e Avenida Europa - São Paulo (SP), onde atuou em diversos níveis hierárquicos. Sua carreira teve continuidade na Superintendência Estadual de São Paulo, atuando, dentre outros cargos, como coordenador de equipe e superintendente regional. A partir de 2000, em Brasília (DF), foi gerente executivo e diretor das áreas de "Varejo, Cartões e Seguridade". Depois, como vice-presidente, liderou áreas de "Varejo, Distribuição e Operações" até 5 de fevereiro de 2015, quando assumiu a presidência.
Sempre manteve intensa participação em conselhos de empresas ligadas ao Banco do Brasil ou de seu relacionamento institucional. Dentre outras participações, foi presidente do Conselho de Administração da Cielo, da Brasilprev, Seguros e Previdência, da Câmara Interbancária de Pagamentos (CIP) e presidiu o Conselho de Administração do Banco BV e da Elo Participações, além de ser membro do Conselho Diretor da Federação Brasileira de Bancos (Febraban).
De Janeiro de 2019 a julho de 2022 ocupou a presidência do Banco Original e em Janeiro de 2023 foi nomeado Diretor do BNDES.